# Чернов, Михаил Юрьевич (хоккеист)
Михаи́л Ю́рьевич Черно́в (11 ноября 1978, Прокопьевск, СССР) — российский хоккеист, защитник.

## Карьера
Воспитанник школы прокопьевского «Шахтёра». Первым его профессиональным клубом в 1996 году стало ярославское «Торпедо», за которое он начал играть во втором составе. Позже стал привлекаться и к основной команде, вместе с которой стал чемпионом России.
В 1997 году в четвёртом раунде драфта НХЛ был выбран клубом «Филадельфия Флайерз». В 1998 году перебрался в фарм-клуб «Флайерз» — «Филадельфию Фантомс», за которую отыграл 3 сезона.
В 2001 году вернулся в ярославский «Локомотив», но не сумел закрепиться в основном составе и на правах свободного агента перебрался в московский «Спартак».
Сезон 2002/2003 начал в аренде, в клубе «Ак Барс»; но вскоре вновь вернулся в московский «Спартак». По окончании чемпионата стал свободным агентом.
Два последующих сезона провёл в новокузнецком «Металлурге», ещё два сезона стабильно выступал за санкт-петербургский СКА.
Затем, вновь на правах свободного агента, выбрал уфимский «Салават Юлаев». В первом же сезоне в новой команде он стал чемпионом России 2007/2008. «Салават Юлаев» тогда в финале плей-офф победил бывший клуб Михаила — ярославский «Локомотив».
До 2009 года продолжал играть в Уфе, а в начале сезона КХЛ 2009/2010 перешёл в новосибирскую «Сибирь», где играл до дедлайна 2011 года. Под занавес дозаявочной кампании подписал контракт с московским «Спартаком» (которому предстояло играть в плей-офф и требовались свежие силы в оборонительной линии).

## Достижения
- Чемпион России 1996/1997 в составе ярославского «Торпедо».
- Чемпион России 2007/2008 в составе уфимского «Салавата Юлаева».